# نمگتوسور
نمگتوسور (نام علمی: Nemegtosaurus) نام یک سرده از زیرراسته سوسمارپاشکلان است.
تاکنون فقط جمجمه‌ی نمگتوسور، خزنده‌پای مغولستانی، کشف شده‌است. در نگاه اول، این جمجمه شبیه جمجمه‌ی دیکرائوسور، دوتیرکی‌سانِ ژوراسیکی، به‌نظر می‌رسد و به همین سبب در ابتدا نمگتوسور را نوعی دوتیرکی‌سان متأخر تصور می‌کردند. اما پژوهش‌های جدیدتر نشان داده‌اند که این دایناسور در واقع تیتانوسور بوده و بنابراین با جانورانی مثل سالتاسور خویشاوندی نزدیک‌تری داشته‌است.
بعضی تیتانوسورها دندان‌هایی قطور و قاشق‌شکل و جمجمه‌ای کوتاه داشتند، اما نمگتوسور دندان‌هایی مدادی و پوزه‌ای کشیده داشت. بعضی کارشناسان در بازآفرینی‌هایشان سر این دایناسور را با برآمدگی استخوانی و گِردی روی جمجمه به‌تصویر کشیده‌اند. اگر این برآمدگی وجود می‌داشت، سر نمگتوسور بسیار شبیه سر یک براکیوسور می‌بود. اما به‌احتمال قوی‌تر این دایناسور سری کم‌ارتفاع و ظریف داشته‌است. تازه‌ترین پژوهش‌ها نشان می‌دهند که پشت جمجمه‌ی نمگتوسور در مقایسه با پوزه‌اش بسیار بلند بوده و کل جمجمه هم کشیده و جعبه‌مانند بوده‌است.
ممکن است که پشت‌تهی‌دم، تیتانوسور مغولستانی، در واقع گونه‌ای از نمگتوسور باشد. همه‌ی تیتانوسورها بدن‌هایی پهن داشتند و گردن‌های منعطفشان به آن‌ها امکان می‌دادند از شاخه‌های مرتفع درختان تغذیه کنند.